# George Froeschel

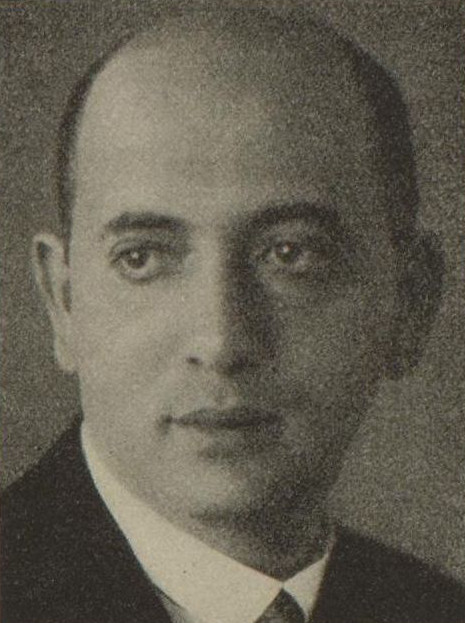
Georg(e) Froeschel, um 1927

George Froeschel (* 8. März 1891 in Wien als Georg Fröschel; † 22. November 1979 in Los Angeles) war ein österreichisch-amerikanischer Schriftsteller, Drehbuchautor und Oscarpreisträger.

## Leben und Wirken

### Werdegang und Schriftstellerei in Europa
Georg Fröschel, Sohn eines jüdischen Wiener Bankiers, verfasste bereits während seiner Gymnasialzeit die Novelle Ein Protest. Er absolvierte ein Doktoratsstudium in Rechtswissenschaften und war im Ersten Weltkrieg Verfasser von amtlichen k.u.k.-Kriegsberichten. 1918 verfasste er seinen ersten Roman, Der wunderliche Hochstapler, ein gehobener Unterhaltungsroman, wie die meisten seiner weiteren Werke. Einige seiner Geschichten wurden bereits zur Stummfilmzeit verfilmt, etwa 1921 in Wien Der Schlüssel zur Macht und in Berlin Die Geliebte Roswolskys.
Zwischen 1922 und 1924 war er Chefdramaturg der UFA in Berlin, anschließend Redakteur beim Ullstein Verlag. 1931 kaufte Paramount sein Buch Eine ganz andere Frau um eine Verfilmung mit Marlene Dietrich als Hauptdarstellerin durchzuführen. Diese kam jedoch nicht zustande.

### Emigration und Karriere in Hollywood
Im Jahr 1936 emigrierte Fröschel in die Vereinigten Staaten, wo er sich George Froeschel nannte. Er arbeitete zunächst in der Bildredaktion des Digest-Magazins Coronet in Chicago. Ab 1937 bemühte er sich um eine Anstellung bei einer der Filmgesellschaften Hollywoods, die erst im April 1939 erfolgreich war, als ihn Sidney Franklin bei Metro-Goldwyn-Mayer (MGM) unter Vertrag nahm. Bald kam es zu einem Gespräch mit dem Chef der MGM, Louis B. Mayer, der ihn beauftragte, „drei jüdische Schriftsteller, die aus Deutschland geflüchtet sind“ zu beaufsichtigen und mit den hiesigen Verhältnissen bekannt zu machen. Es waren dies Walter Mehring, Alfred Polgar und Alfred Döblin, die bei MGM ein Jahr auf Probe für Hundert Dollar pro Woche angestellt wurden.
Ab 1939, aber vor allem nach dem Eintritt der USA in den Zweiten Weltkrieg, florierte die Produktion von antinazistischen Propagandafilmen. Zu sechs solchen Filmen wurde Froeschel aufgrund seiner Kenntnisse von den Gegebenheiten im „Feindgebiet“, aus dem er emigrierte, mit dem Verfassen der Drehbücher beauftragt. Bereits 1940 gelang ihm mit The Mortal Storm ein großer Erfolg, der für seine weitere Laufbahn sehr förderlich war. Bei dem Verfassen von Drehbüchern gemeinsam mit anderen Autoren war Froeschels Stärke der Entwurf der Handlung und die Entwicklung von schlüssigen Handlungen. Der damals vorherrschende „erzählende Film“ entsprach genau seinen Begabungen, die mit zahlreichen Auszeichnungen gewürdigt wurden, unter anderem auch dem Writer's Guild Award.
Bei der Adaptierung von Mrs. Miniver (1942) zu einem Drehbuch, zu der er 1940 beauftragt wurde, bat er Döblin, der nach wie vor unter Beaufsichtigung Froeschels stand, seine Vorstellungen zu einer Szene niederzuschreiben. Dies gelang ihm sehr gut, sodass die Szene im Drehbuch verwendet wurde – es war die „Dunkerque-Episode“. Das Autorenquartett – jedoch ohne Döblin – erhielt für den vom ersten Kriegsjahr aus der Sicht einer Londoner Hausfrau erzählenden Film den Oscar für das beste adaptierte Drehbuch. Der große Erfolg veranlasste MGM 1950 zur Fortsetzung Ihr Geheimnis (The Miniver Story). Eine Oscar-Nominierung erhielt Froeschel 1942 für Gefundene Jahre (Random Harvest), einem der „25 moneymaking films of the year“. Auch hierzu trug Döblin auf Anfrage Froeschels einige Seiten bei.
Privat stand Froeschel in Hollywood auch mit anderen Emigranten aus dem deutschsprachigen Raum in Kontakt. Vor allem Vicki Baum, die er vom Ullstein-Verlag kannte, Fritz Kohner, Billy Wilder, Gina Kaus, Ernst Deutsch und Leopold Jessner zählten zu seinem engeren Freundeskreis. Durch die Arbeit bei MGM stand er auch mit Alfred Polgar und Alfred Döblin in Kontakt. Nach 1940 zählten auch die Werfels, Feuchtwangers sowie Fritzi Massary zu den Freunden seines Hauses. George Froeschel lebte mit seiner aus Berlin stammenden Frau Else in einem Canyon in Beverly Hills.
George Froeschels Nachlass befindet sich in der Brandeis University in Waltham, Massachusetts.

## Literarische Werke
- Der Schlüssel zur Macht, Wien [u. a.] 1919
- Der wunderliche Hochstapler, Wien [u. a.] 1919
- Die Geliebte Roswolskys, Berlin 1921
- Der Korallenthron, Frankfurt a. M. 1921
- Admiral Bobby, Berlin 1923
- Der Priester und die Frau, Berlin 1923
- Weib in Flammen, Berlin 1925
- Das schrecklichste Erlebnis und andere Erzählungen, Berlin-Charlottenburg 1926
- Hochzeitsreise wie noch nie, Berlin 1928
- Der Richter ohne Gnade, Berlin 1930
- Eine ganz andere Frau, Berlin 1931
- Himmel, meine Schuhe!, Leipzig 1932
- Abschied von den Sternen, Wien [u. a.] 1937
- Ein Weib war in der Stadt, Berlin 1951
- George Froeschel erzählt aus seinem Leben, in: Filmkritik, Jahrgang 27, März 1983, Nr. 315

## Filmografie
Literarische Vorlage
- 1921: Die Geliebte Roswolskys (D, Regie: Felix Basch)
- 1921: Der Schlüssel zur Macht (Ö, Regie: ?)
- 1927: Der Anwalt des Herzens (D, Regie: Wilhelm Thiele)
- 1929: Skandal in Baden-Baden (D, Regie: Erich Waschneck)
- 1956: Gaby (USA, Regie: Curtis Bernhardt) (Vorlage: früheres Drehbuch)

Drehbuch
- 1923: Nora
- 1928: Weib in Flammen (D, Regie: Max Reichmann)
- 1940: Ihr erster Mann (Waterloo Bridge) (USA, Regie: Mervyn LeRoy)
- 1940: Tödlicher Sturm (The Mortal Storm) (USA, Regie: Frank Borzage)
- 1942: Mrs. Miniver (USA, Regie: William Wyler)
- 1942: Gefundene Jahre (Random Harvest) (USA, Regie: Mervyn LeRoy)
- 1942: We Were Dancing  (USA, Regie: Robert Z. Leonard)
- 1943: Madame Curie (USA, Regie: Mervyn LeRoy)
- 1944: Die weißen Klippen (The White Cliffs of Dover) (USA, Regie: Clarence Brown)
- 1948: Command Decision (USA, Regie: Sam Wood)
- 1950: Ihr Geheimnis (The Miniver Story) (USA, Regie: H. C. Potter)
- 1951: Anwalt des Verbrechens (The Unknown Man) (USA, Regie: Richard Thorpe)
- 1952: Scaramouche, der galante Marquis (Scaramouche) (USA, Regie: George Sidney)
- 1953: War es die große Liebe? (The Story of Three Loves) (USA, Regie: Vincente Minnelli, Gottfried Reinhardt)
- 1953: Es begann in Moskau (Never Let Me Go) (USA, Regie: Delmer Daves)
- 1954: Rose Marie (USA, Regie: Mervyn LeRoy)
- 1954: Verraten (Betrayed) (USA, Regie: Gottfried Reinhardt)
- 1955: Liebe, Tod und Teufel (Quentin Durward) (USA, Regie: Richard Thorpe)
- 1958: Jakobowsky und der Oberst (Me and the Colonel) (USA, Regie: Peter Glenville)
- 1960: Wernher von Braun – Ich greife nach den Sternen (I Aim at the Stars) (USA/D, Regie: J. Lee Thompson)

## Auszeichnungen
- Oscarverleihung 1943:
  - Auszeichnung für bestes adaptiertes Drehbuch zu Mrs. Miniver
  - Nominierung für bestes adaptiertes Drehbuch zu Gefundene Jahre
- Writers Guild of America Award 1959 für das Drehbuch zu Jakobowsky und der Oberst